# Karel Bělohoubek
Karel Bělohoubek (29. prosince 1942 Žarošice – 31. prosince 2016) byl český hudební skladatel, dirigent, klarinetista a fagotista.

## Život
Od svých 14 let studoval fagot a klarinet ve vojenské hudební škole v Roudnici nad Labem.
Po studiích v roce 1959 nastoupil do vojenské kapely ve Stříbře. V roce 1961 byl odvelen do Prahy, kde hrál nejprve v posádkové vojenské kapele a později v Ústřední hudbě československé armády. Současně studoval na Pražské konzervatoři hru na fagot u Karla Pivoňky a dirigování u Bohuslava Čížka. V roce 1978 se stal dirigentem orchestru Ústřední hudby československé armády v Praze a v roce 1987 jeho velitelem a šéfdirigentem. Pokračoval i jako šéfdirigent Ústřední hudby Armády České republiky, ve kterou se po roce 1993 orchestr transformoval. Z této funkce také odešel do důchodu v roce 1999. Pokračoval ve skladatelské činnosti a často hostoval u různých orchestrů doma i v zahraničí a býval členem mezinárodních porot na hudebních soutěžích.
Svou skladatelskou činnost zahájil nejprve úpravami symfonických skladeb pro dechový orchestr (předehra k Prodané nevěstě od Bedřicha Smetany , Bolero Maurice Ravela nebo Symfonické tance z West Side Story Leonarda Bernsteina). Později si vytvořil vlastní skladatelský styl a jeho skladby jsou uváděny na koncertech dechových hudeb v celé Evropě a často i nahrávány na gramofonové desky.

## Dílo (výběr)
- Alla Marcia (pochod)
- Bagatella, pro lesní roh a dechový orchestr
- Barytonetta, pro baryton a dechový orchestr
- Bolero
- Briosso
- Clarinet Czárdás
- Concertino, pro klarinet a dechový orchestr
- Jubiloso, pro velký dechový orchestr
- Kosí bratři, pro Es-klarinet, dva B-klarinety a dechový orchestr
- Bručouni, grotesky pro fagoty
- Habanera
- Chvilka rubata, pro velký dechový orchestr
- Malá etuda pro pikolu
- Mattinata, pro soprán-saxofon a dechový orchestr
- Meditace
- Piu Avanti (pochod)
- Polka pro dva, pro křídlovku a tenor
- Polonéza
- Preludio
- Promenádní valčík
- Reminiscence
- Romance pro křídlovku a tenor
- Selanka
- Serenáda
- Skica, pro velký dechový orchestr
- Uvítací pochod
- Zastaveníčko
- Zpěv skřivana pro dva klarinety a dechový orchestr.

Dále řada pochodů a tanečních skladeb pro dechový orchestr